# 1207
1207 (MCCVII) a fost un an obișnuit al calendarului iulian.

## Evenimente
- 2 mai: Contele Raymond al VI-lea de Toulouse este excomunicat, ca urmare a presupuselor sale simpatii cathare.
- 28 august: Este întemeiat orașul Liverpool, în Anglia.
- 20 octombrie: Tratatul de la Guadalajara: Castilia, Aragonul și Regatul Navarei își delimitează frontierele.

### Nedatate
- noiembrie: Leeds primește prima sa chartă orășenească.
- Dispută între regele Ioan Fără de Țară al Angliei și Sfântul Scaun în chestiunea alegerii arhiepiscopului de Canterbury.
- Germanii obțin privilegii comerciale la Novgorod; prințul de Poloțk le recunoaște drepturile în Vitebsk și Smolensk.
- Împăratul Filip de Suabia acordă Livonia episcopului Albert de Buxhövden ca fief.
- Începutul relațiilor comerciale ale Veneției cu sultanul din Damasc.
- O bulă a papei Inocențiu al III-lea trece Polonia sub protecția Sfântului Scaun.
- Marele cneaz de Vladimir ocupă Riazanul.
- Reconciliat cu Filip de Suabia, papa Inocențiu al III-lea îl declară pe acesta ca împărat, în defavoarea lui Otto al IV-lea.
- Reînnoirea tratatului comercial dintre Republica Pisa și Egipt.
- Sultanatul selgiucid de Rum ocupă Antalya de la venețieni și Alanya de la armeni.
- Supunerea Livoniei de către cavalerii gladiferi; episcopul de Riga intră în conflict cu gladiferii.

## Arte, Știință, Literatură și Filosofie
- Cronicarul Nicetas Choniates se stabilește la Niceea.
- Geoffroi de Villehardouin scrie La conquête de Constantinople.

## Înscăunări
- 17 iunie: Stephen Langton, consacrat ca arhiepiscop de Canterbury de către papa Inocențiu al III-lea.
- Începe domnia lui Borilă pe tronul țaratului bulgaro-român de la sud de Dunăre(1207-1218)

## Nașteri
- 7 iulie: Sfânta Elisabeta de Ungaria (d. 1231)
- 8 septembrie: Sancho al II-lea, rege al Portugaliei (d. 1248)
- 30 septembrie: Jalal al-Din Muhammad Rumi, poet persan (d. 1273)
- 1 octombrie: Henric al III-lea, rege al Angliei (d. 1272)
- Henric al II-lea, duce de Brabant (d. 1248)

## Decese
- 4 ianuarie: Simon II, duce de Lorena (n. 1140)
- 17 iunie: Daoji, călugăr budist chinez (n. 1130)
- 4 septembrie: Bonifaciu, 57 ani, marchiz de Montferrat, cruciat (n. 1150)

### Nedatate
- David Soslan, rege consort al Georgiei (n. ?)
- Han Tuozhou, om de stat chinez (n. 1152)
- Ioniță Caloian, 39 ani, țar al Bulgariei (n. 1168)
- Xin Qiji, general și poet chinez (n. 1140)